# Indian Institute of Space Science and Technology
Indian Institute of Space Science and Technology, nome em inglês para Instituto Indiano para Ciência e Tecnologia Espacial, é o Instituto Nacional indiano, voltado especificamente para o estudo e desenvolvimento das ciências espaciais, localizado no bairro Valiamala, município de Nedumangad, na região metropolitana de Thiruvananthapuram, capital do estado de Kerala. Ele foi inaugurado em 14 de setembro de 2007 por G. Madhavan Nair, então diretor da Indian Space Research Organisation (ISRO).
O IIST, é financiado pela ISRO, que, por sua vez, está subordinada ao Departamento de Espaço, o equivalente a um ministério, do governo Indiano.
A. P. J. Abdul Kalam, ex-presidente da Índia, é o Reitor do IIST.